# Hanne-Stine Bratli
Hanne-Stine Bratli (født 6. februar 1979) er en tidligere norsk håndboldspiller. Hun spillede for Gjerpen Håndball. Hun har også trænet Jenter 94 i Charlottenlund håndballklubb, Trondheim. I april 2010 udtrykte Sola-træneren Knut Ove Joa sit ønske om at få Bratli med i Solas trænerstab. Bratli spillede dengang Joa trænede Gjerpen. I dag bor hun i Stavanger sammen med Viking-keeper Rune Almenning Jarstein.
Hun har spillet ni kampe og scoret 32 mål for det norske juniorhåndboldlandshold
Hun har spillet i Champions League 2001-02 samt Cup Winners' Cup 2005-06, 2006-07 og 2007-08.